# كالفين تي. شامبرلين
كالفين تي. شامبرلين هو سياسي أمريكي، ولد في 5 ديسمبر 1795، وتوفي في 27 يونيو 1878. نشط حزبياً في الحزب الديمقراطي. وقد انتخب عضو جمعية ولاية نيويورك ‏ وانتخب عضو مجلس ولاية نيويورك ‏.